# Martinik
Martinik je otok u Antilima, smješten u Karipskom moru, Nalazi se južno od Dominike i sjeverno od Svete Lucije. Prekomorski je departman Francuske.

## Povijest
Kristofor Kolumbo otkrio je Martinik 17. lipnja 1502. na svom četvrtom putovanju.
1635. Pierre Belain d'Esnambuc osnovao je na otoku prvo naselje Saint-Pierre.
Na otok su dovođeni afrički robovi kako bi radili na plantažama kave i šećerne trstike.
Na Martiniku se rodila Jozefina (Joséphine de Beauharnais), žena Napoleona Bonapartea.
8. svibnja 1902. erumpirao je vulkan Mont Pelée i uništio grad Saint-Pierre ubivši preko 30.000 ljudi. Jedini čovjek koji je preživio nesreću bio je zatvorenik Ludger Sylbaris kojeg su spasili zatvorski zidovi.
Martinik je postao prekomorski departman Francuske 19. ožujka 1946.

## Prastanovnici
Prastanovnici martinika su Arawak Indijanci koji ga naseljavaju u II stoljeću iz područja rijeke Orinoco. Ovdje su osnovali oko 60 naselja. Bavili su se poljodjelstvom i imali razvijeno lončarstvo. Na otocima su se održali negdje do 10. stoljeća, kada su s područja današnjh Gvajana prodrli opasni ratnici Karibi i uništili aravačko stanovništvo Malih Antila. Petnaestog dana šestog mjeseca 1502. na obale Martinika pristao je Kolumbo. Na njemu Španjolci pred strahom od Kariba koji su bili ljudožderi nisu ostavili koloniste, pa ih je kolonizirala tek Francuska 1635., točnije Pierre Belain d' Esnambuc, koji je iste godine osnovao Saint-Pierre i umro 1636. -Na otoku Indijanaca danas više nema, a njihovo mjesto zauzeli su crnački robovi s gvinejske obale.

## Administracija
Martinik je samostalna administrativna regija i prekomorski departman Francuske (DOM-département d'outre-mer), sa sjedištem u Fort-de-Franceu. Zajedno s Gvadalupom koja je udaljena otprilike 150 km prema sjeveru i Francuskom Gvajanom u Južnoj Americi čini Francuske Departmane Amerike (départements français d'Amérique-DFA).
Martinik je jedna od sedam ultraperifernih regija Europske unije.

## Zemljopis
Površina Martinika je 1128 km². Najviša točka je planina Pelée (1397 m).
Martinik je otok u otočju Malih Antila između Dominike na sjeveru i Svete Lucije na jugu.
Prosječna godišnja temperatura je 26 °C.

## Gradovi
Glavni grad: Fort-de-France
- Na sjevernom Atlantiku
  - Grand'Rivière
  - Macouba
  - Basse-Pointe
  - Le Lorrain
  - Marigot
  - Sainte-Marie
  - La Trinité
  - Le Robert
  - Le François
  - Le Gros-Morne
  - Saint-Joseph
  - Morne-des-Esses
  - Le Morne-Rouge
  - Ajoupa-Bouillon

- Na sjevernom Karipskom moru
  - Le Prêcheur
  - Saint-Pierre
  - Le Carbet
  - Bellefontaine
  - Case-Pilote
  - Schœlcher
  - Fonds-Saint-Denis
  - Le Morne-Vert

- Jug
  - Les Anses d'Arlet
  - Le Diamant
  - Sainte-Luce
  - Le Marin
  - Sainte-Anne
  - Les Trois-Ilets
  - Le Vauclin
  - Ducos
  - Rivière-Pilote
  - Le Saint-Esprit

- Unutrašnjost
  - Rivière-Salée
  - Petit-Bourg
  - Le Lamentin

## Gospodarstvo
Ekonomija se temelji na proizvodnji banana, šećera i ruma. Turizam je dosta razvijen kao i laka industrija.

## Kultura
Martinik se smatra intelektualnim otokom u Antilima, jer je na njemu rođeno ili živi mnoštvo pisaca i umjetnika.
Poznati ljudi s Martinika:
- Le père Labat
- Lafcadio Hearn
- Saint-John Perse
- André Breton
- René Maran
- Aimé Césaire
- Edouard Glissant
- Raphaël Confiant
- Patrick Chamoiseau
- Frantz Fanon

## Stanovništvo
Martinik ima 436.000 stanovnika (2006), ili 228 po kilometru četvornom. Glavninu stanovništva Martinika danas čine Martinikanci, oko 362,000 (2008), koji svoje porijeklo vuku s gvinejske obale, odakle su im preci kao robovi dopremljeni u 17. i 18. stoljeću za rad na plantažama šećerne trske. Uz njih na otoku još živi 9,100 Francuza, 7,500 indijskih Tamila i 3,200 Haićana, te po nekoliko stotina pripadnika drugih naroda: Sirijski Arapi (600), Angloamerikanci (200), Mandarinski Kinezi (600), Vijetnamci (400). 

## Jezici
Na Martiniku postoje 2 priznata individualna jezika, od kojih je nacionalni francuski, 9.000 govornika (2004) a martinikanski ili gvadalupski kreolski francuski je glavni govorni jezik 418.000 (2001).

### Ostali projekti
|  | Zajednički poslužitelj ima stranicu o temi Martinique |

## Vanjske poveznice
- Vodič kroz Martinik
- Logo de plaque d'immatriculation

|  | Portal Francuske – Pristup člancima s tematikom o Francuskoj. |